# Пістоя
Пістоя (італ. Pistoia) — місто та муніципалітет в Італії, у регіоні Тоскана, столиця провінції Пістоя.
Пістоя розташована на відстані близько 260 км на північний захід від Рима, 32 км на північний захід від Флоренції.
Населення — 90 542 особи (2014).

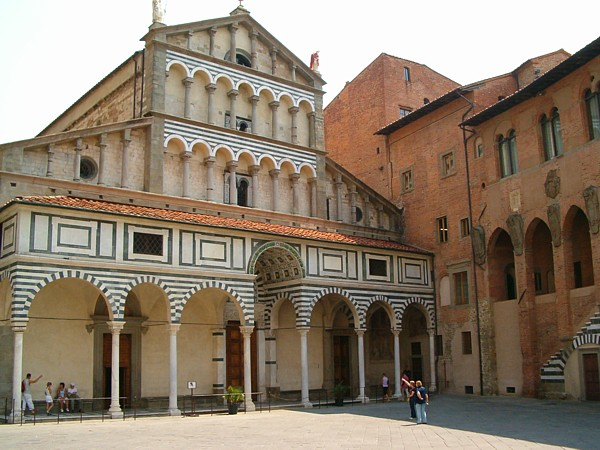

Щорічний фестиваль відбувається 25 липня. Покровитель — апостол Яків (San Jacopo).

## Історія
Латинська назва міста — Pistorium або Pistoriae. Ця місцевість була центром галльських, лігурійських і етрусських поселень, перш ніж стала колонією Риму в VI ст. до н. е. Пісторіум стояв на Кассієвій дорозі. З V ст. н. е. він стає резиденцією єпископа, за часів королівства лангобардів Пісторіум був королівським містом і мав низку привелеїв. Доба розквіту почалася в 1177: після проголошення його комуною, вільним містом. Пістоя стає значним політичним центром, у ній зводять кілька громадських і релігійних споруд.
У 1254 році Пістою, що підтримувала гібелінів, захоплює гвельфська Флоренція. Місто залишалося під флорентійцями століттями, за винятком короткого періоду XIV ст., коли Каструччо Кастракані приєднав його до Лукки, потім воно знову відійшло до Флоренції і в 1530 році офіційно приєднано до Флорентійської республіки. Данте згадує вільне місто Пістою у своїй «Божественній комедії» як батьківщину Ванні Фуччі, якого він зустрів у Пеклі.
Одною з найбільш відомих родин міста були Роспільйозі, власники земельних маєтків і торгівці вовною. З роду походили кілька кардиналів, один з яких (Джуліо Роспільйозі) став папою Климентом IX (понтифікат у 1667–69).
Згідно з одною з версій, місто дало назву пістолету.

## Демографія
Населення за роками:

Станом на 1 січня 2023 року в муніципалітеті офіційно проживало 8498 іноземців з 113 країн, серед них 1934 громадяни країн Євросоюзу та 154 громадяни України.

## Уродженці
- Енріко Бетті (1823 — 1892) — італійський математик і фізик, відомий своїми піонерськими роботами з топології
- Мауро Болоньїні (1922—2001) — італійський режисер театру і кіно
- Ардіко Маньїні (*1928) — відомий у минулому італійський футболіст, захисник, півзахисник.

## Сусідні муніципалітети
- Альяна
- Кантагалло
- Гранальйоне
- Ліццано-ін-Бельведере
- Марліана
- Монтале
- Пітельйо
- Порретта-Терме
- Куаррата
- Самбука-Пістоієзе
- Сан-Марчелло-Пістоієзе
- Серравалле-Пістоієзе

## Галерея зображень

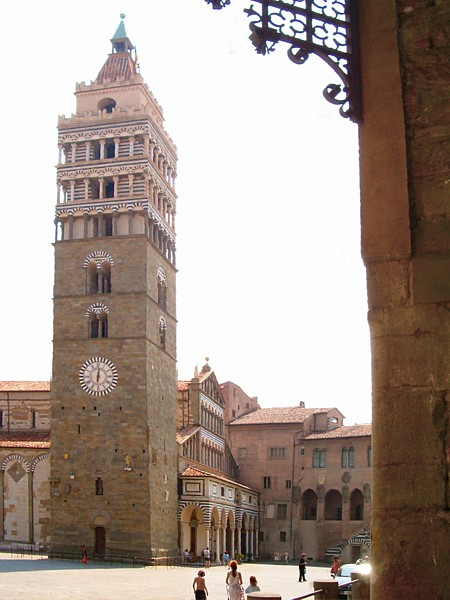
Duomo e campanile
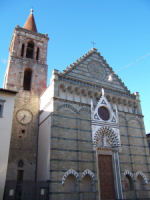
Chiesa di San Paolo
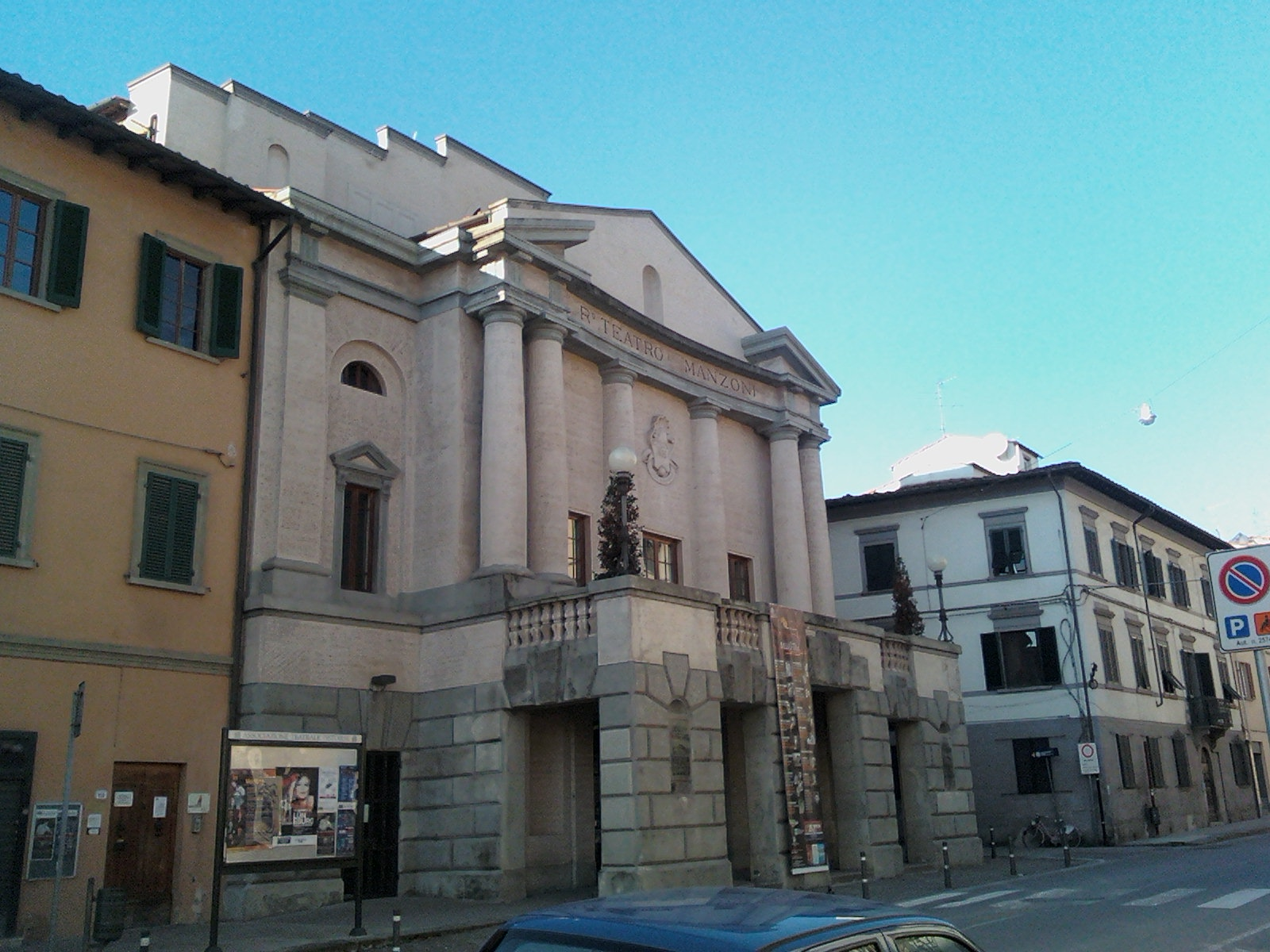
Teatro Manzoni
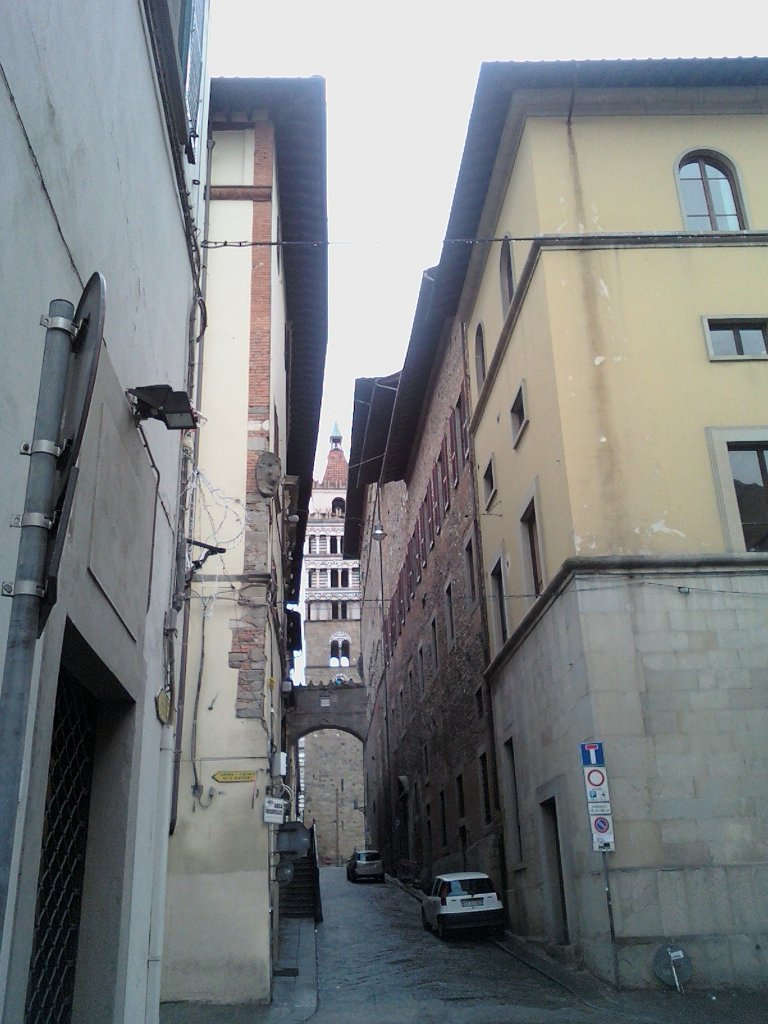
Un tipico vicolo di Pistoia